# Mercedes-Benz Zetros
Mercedes-Benz Zetros — полноприводный крупнотоннажный грузовой автомобиль от немецкой компании Mercedes-Benz, предназначенный для работы в условиях экстремального бездорожья. Впервые был представлен на Eurosatory (выставка оборонной промышленности) в 2008 году в Париже. Новый Zetros стал собратом автомобилей для экстремального бездорожья, известных под именем Unimog. Модель отличается капотной компоновкой, что облегчает ремонт и обеспечивает лучшую развесовку. В военных условиях эта компоновка позволяет одному водителю производить ремонт двигателя автомобиля, а второму вести оборонительные действия из кабины и обеспечивать быстрый уход из-под возможного обстрела (нет необходимости опускать кабину). Производство было налажено на заводе в городе Вёрт-ам-Райн, Германия.
Области применения: энергетический сектор и нефтедобыча, военные силы, борьба с лесными пожарами, строительство (например, бетономешалки и бетононасосы), перевозка грузов и пассажиров в экстремальных условиях и на бездорожье, спасательные работы при катастрофах, эвакуатор, краны, люльки, мобильный генератор, самосвал, заправщик, перевозка опасных грузов, бурильные установки.

## История

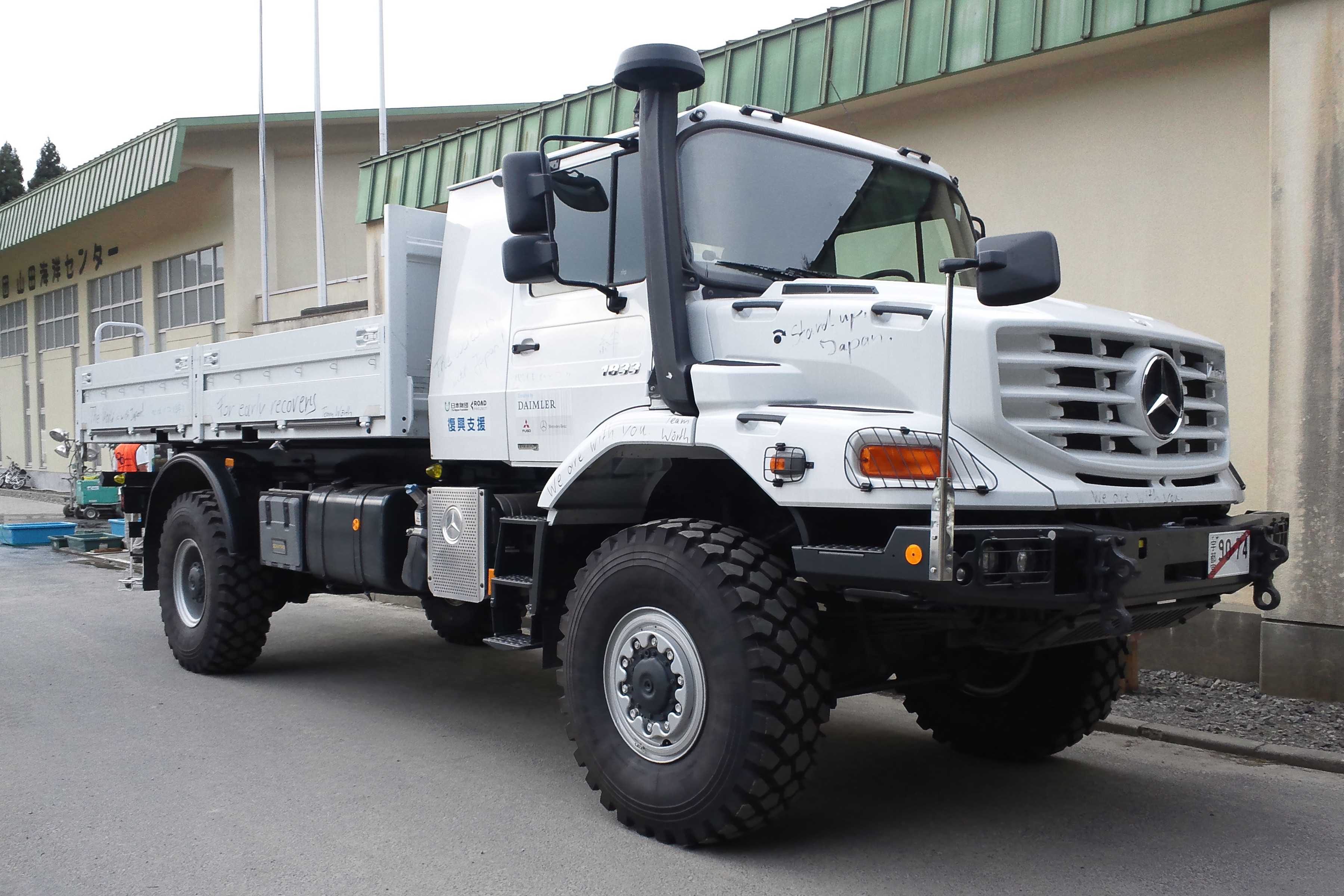
Автомобиль на выставке 2011 года

Грузовик Zetros был разработан компанией Mercedes-Benz, дочерним предприятием концерна Daimler AG, для использования в районах, где необходима высокая проходимость, маневренность и способность к преодолению дорожных условий любой сложности. Он заменил предыдущий проект под названием Mercedes-Benz S2000, дебютировавшего в 2002 году и собиравшегося на заводах в Венгрии. Первые презентации нового автомобиля состоялись на Парижской военной выставке Eurosatory и международном автосалоне в 2008 году. При проектировании новой модели среди основных требований значилась возможность уместиться в Lockheed C-130 Hercules и стандартный немецкий железнодорожный вагон. Полноприводный автомобиль с тремя дифференциалами, двухступенчатой раздаточной коробкой и специальными внедорожными шинами способен преодолевать 80 % подъёмы и броды глубиной до 119 сантиметров, а его 7,2-литровый дизельный силовой агрегат развивает мощность в 326 л. с. и 1300 Н·м крутящего момента. Двигатель работает в паре с 6-ступенчатой механикой. Капотная компоновка автомобиля позволила уменьшить высоту, что сделало Zetros более универсальным и маневренным. Размещение двигателя перед передней осью обеспечило оптимальное распределение массы по осям, а лёгкий доступ к двигателю делает обслуживание менее трудоёмким и затратным. Отличие от модели Unimog заключается в следующем (при полной нагрузке): у Unimog передний угол проходимости составляет 44 градуса, а у Zetros — 34 градуса. Максимальный задний угол проходимости у Unimog от 44 до 47 градусов, а у Zetros — около 30 градусов у двухосной модели и целых 35 градусов у трехосного Zetros.
В сентябре 2008 года автомобиль посетил Франкфуртский автосалон. С 2009 года в качестве замены механической коробке переключения передач стала доступна автоматическая трансмиссия. В это же время концерн Daimler AG представил гражданскую версию грузовика.
В 2015 году модельный ряд пополнился версией Zetros 2743, которая способна перевозить грузы суммарной массой более 27 тонн. Летом этого же года автомобиль вместе с Unimog одержали три победы на ралли в Польше в категориях «Small Truck Extreme», «Big Truck Extreme» и «Small Truck Cross Country».

## Описание

### Модельный ряд

#### Zetros 1833A (4×4)
Данная модификация оснащена двумя осями с колёсной базой в 4800 мм и допустимой полной массой 16,5-18 тонн. Грузоподъёмность составляет 9900 кг. Радиус разворота равен 10,3 метра. Топливный бак вмещает 300 литров топлива.

#### Zetros 2733A (6×6)
Данная модификация оснащена тремя осями с колёсной базой в 4750 мм + 1450 мм и допустимой полной массой брутто 25-27 тонн. Грузоподъёмность составляет 16 500 кг. Радиус разворота равен 11,4 метра. Топливный бак вмещает 300 литров топлива.

#### Zetros 2743 (6×6)
Данная модификация оснащена тремя осями с колёсной базой в 5050 мм + 1450 мм и допустимой полной массой свыше 27 тонн.

### Экстерьер
На грузовик установлена цельнометаллическая 2-дверная, 3-местная кабина. На вершине кабины установлены 4 вспомогательных прожектора и спаренное воздухонаправляющее устройство. Радиаторная решётка оснащена четырьмя мигалками красного и синего цветов. В задней части расположены хранилище для двух запасных колес и специальная подъёмная система, которая позволяет доставлять без усилий груз на крышу. В одной из моделей там же располагается отсек для хранения дополнительного транспортного средства-вездехода.

### Интерьер
С учётом специфики применения транспортного средства компания предусмотрела многие аспекты при производстве модели Zetros. Так, автомобиль оснащён комфортабельной спальной зоной для водителя с мягкой мебелью, специализированной системой кондиционирования воздуха, модернизированной аудиосистемой, возможностью интеграции с Bluetooth, 7-дюймовым сенсорным экраном и ванной комнатой (с подогреваемыми мраморными полами в комплектации «мобильный дом»). В спальной комнате находится регулируемый стол, который при опускании на уровень пола позволяет освободить место для выдвижной кровати. Там же находятся микроволновая печь, гриль, холодильник / морозильник, бар, кофеварка и кран с горячей и холодной водой, а также система для очистки воды. В стандартное оснащение входит мобильная газовая плита.
В модификации Mobile Home основная спальня в задней части кузова отделена стеной, в которой расположились два интегрированных 40- и 46-дюймовых телевизора с плоским экраном. При использовании модели в качестве охотничьего автомобиля в него устанавливается сейф для хранения ценных вещей, а также специальная система, которая гарантирует безопасную транспортировку и хранение огнестрельного оружия.
В зависимости от комплектации и сферы применения Zetros может быть оснащён спутниковым телевидением, DVD/CD-плеером, MP3-плеером, системой объёмного звучания Bose, компьютером Mac mini, а также собственной Wi-Fi точкой. Все системы Zetros управляются и контролируются с помощью командного центра, а также дизель-генератора с водяным охлаждением, обеспечивающего независимость от сети даже в том случае, когда солнечной энергии недостаточно. Все батареи, которые делают это возможным, заряжаются при помощи автоматического зарядного устройства, которое соединено с генератором и солнечными панелями.

### Оснащение
В стандартное оснащение грузовика входят галогенные фары, блокировка дифференциалов передней и задней осей, антиблокировочная система (ABS), блок подготовки воздуха с подогревом, барабанные тормоза на передней и задней осях, стабилизатор передней оси, задняя стенка кабины без окна, рамповое зеркало со стороны пассажира, обогреваемые зеркала с широким углом обзора, тонированное ветровое стекло, коробка передач G 131-9/14,57-1,0, раздаточная коробка VG 1700 — 3W, комбинация приборов с графическим дисплеем, система бортового контроля Telligent, защитные решётки фар, круиз-контроль TEMPOMAT и другие решения.
Рулевой механизм разработан концерном ZF Friedrichshafen AG; в автомобиле установлена регулируемая рулевая колонка. Дизельный двигатель в конфигурации R6 соответствует нормам выбросов Евро 5 и использует систему BlueTec. Для трансмиссии предусмотрена система охлаждения.
В дополнительное оборудование, доступное на заказ, входят кондиционер в кабине, иммобилайзер с транспондером, электростеклоподъёмники дверей кабины, аккумуляторы 2×12В / 220 Ач, система разблокировки тормозов при повреждении, генератор пыленепроницаемый, сиденья пассажира и водителя с пневмоподвеской, дополнительная теплоизоляция кабины и прочие решения.

### Двигатели
На автомобиль устанавливается рядный шестицилиндровый 7,2л турбодизельный двигатель OM926 LA. Лёгкий и компактный дизель развивает мощность в 240 кВт (около 326 л. с.) и имеет крутящий момент равный 1300 Н·м при 1200—1600 об/мин.
В 2015 году появилась версия «2743A» с дизельным силовым агрегатом Mercedes-Benz OM457 LA с рабочим объёмом в 11,97 литра, мощностью 428 л. с. и крутящим моментом 2100 Н·м. Двигатель соответствует нормам выбросов Евро-3 для неевропейских рынков и работает в паре с 16-ступенчатой механической коробкой передач типа «G240-16».

### Шасси

#### Подвеска
Подвеска автомобиля закреплена к крепкой раме шасси. На грузовик установлена оптимизированная система пружинных амортизаторов. Раздаточная коробка грузовика — постоянного полного привода VG 1700. Постоянный полный привод ведущих мостов с планетарными колесными редукторами предусматривает передачу крутящего момента к колесам переднего и заднего (или двух задних) мостов. Соотношение передачи крутящего момента 1:3,21. Благодаря конструкции шасси автомобиль способен преодолевать брод до 1200 мм. Диагональное осевое кручение до 500 мм

#### Тормозная система
В отличие от Unimog, где установлены пневматико-гидравлические тормоза с жёсткозакреплённым суппортом, Zetros использует традиционные барабанные тормоза. В первую очередь это связано с тем, что они требуют минимального обслуживания за счёт простоты и распространённости данной технологии (в сравнении со сложной системой Unimog). Кроме того, в отличие от дисковых тормозов с плавающим суппортом, барабанные тормоза в значительной степени устойчивы к замерзанию. Их также меньше затрагивает езда по обильной грязи и воде.

#### Трансмиссия
На Mercedes-Benz Zetros могут быть установлены следующие разновидности трансмиссий: девятиступенчатая G131-9 или автоматическая шестиступенчатая Allison 3000 SP/PR.

#### Колёса и шины
Колёсная формула моделей Zetros 2733A и Zetros 2743 — 6 × 6, Zetros 1833A — 4 × 4. Колёса имеются как для бескамерных, так и для шин камерного типа. На все автомобили в стандартной комплектации устанавливаются одинарные шины размера 14.00 R20, которые благодаря своему большему диаметру увеличивают дорожный просвет грузовика ещё примерно на 75 мм. На заказ доступны шины размером 395/85 R20. Концерн также предлагает 22,5-дюймовые колёса в случае если требуются двойные шины.

## Применение

### Гражданские структуры

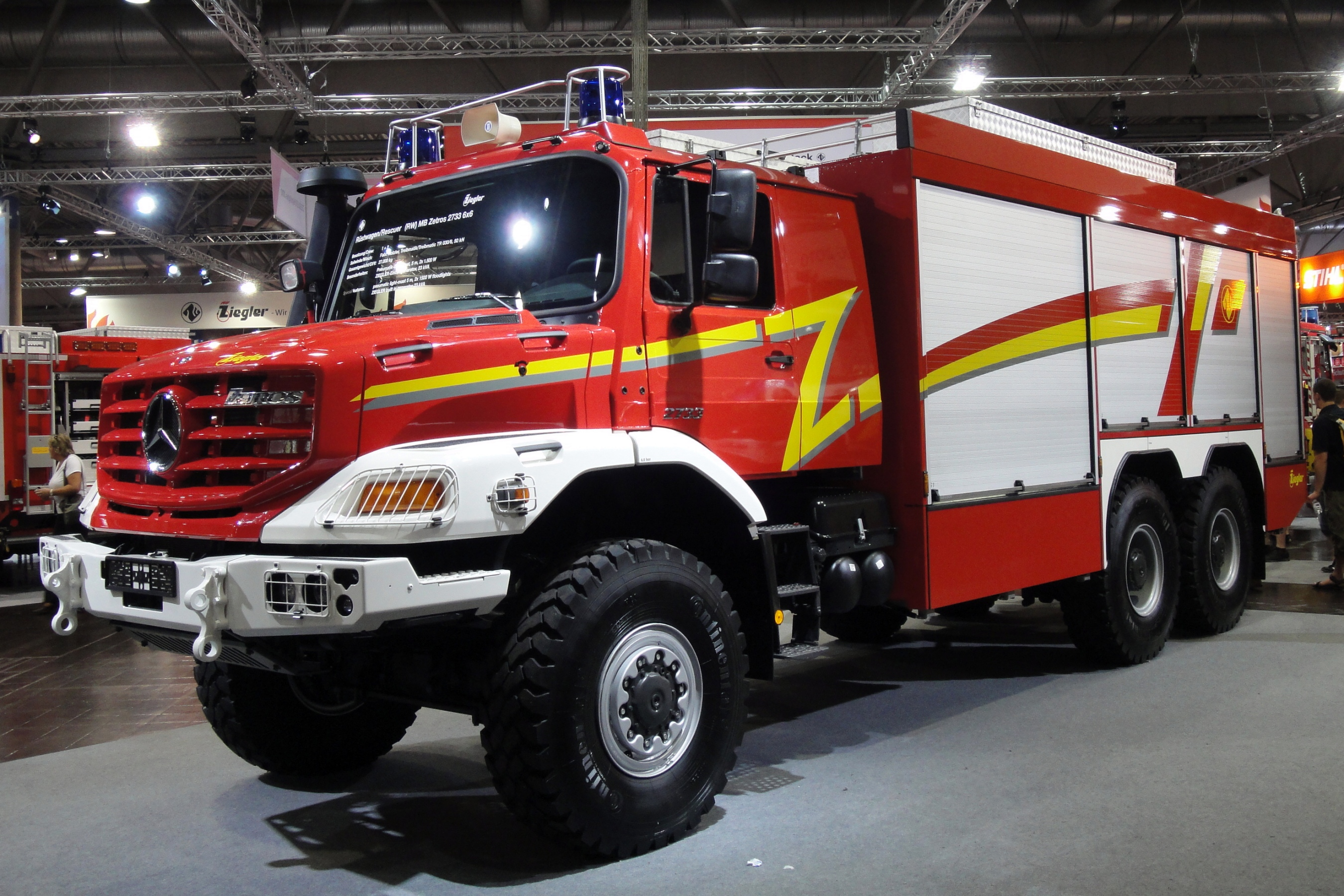
Пожарная машина на базе Zetros

Как и модель Unimog, Mercedes-Benz Zetros является универсальным транспортным средством. В гражданском секторе оно применяется в качестве грузовиков в строительстве, лесоводстве, сельскохозяйственной промышленности и иных областях. Кроме того, автомобиль применяется в сфере гражданской обороны пожарными и иными службами, например немецким федеральным агентством Technisches Hilfswerk.
В декабре 2009 году компания поставила автомобили Zetros 2733 6 × 6 финской энергетической компании Eltel.

### Военные структуры

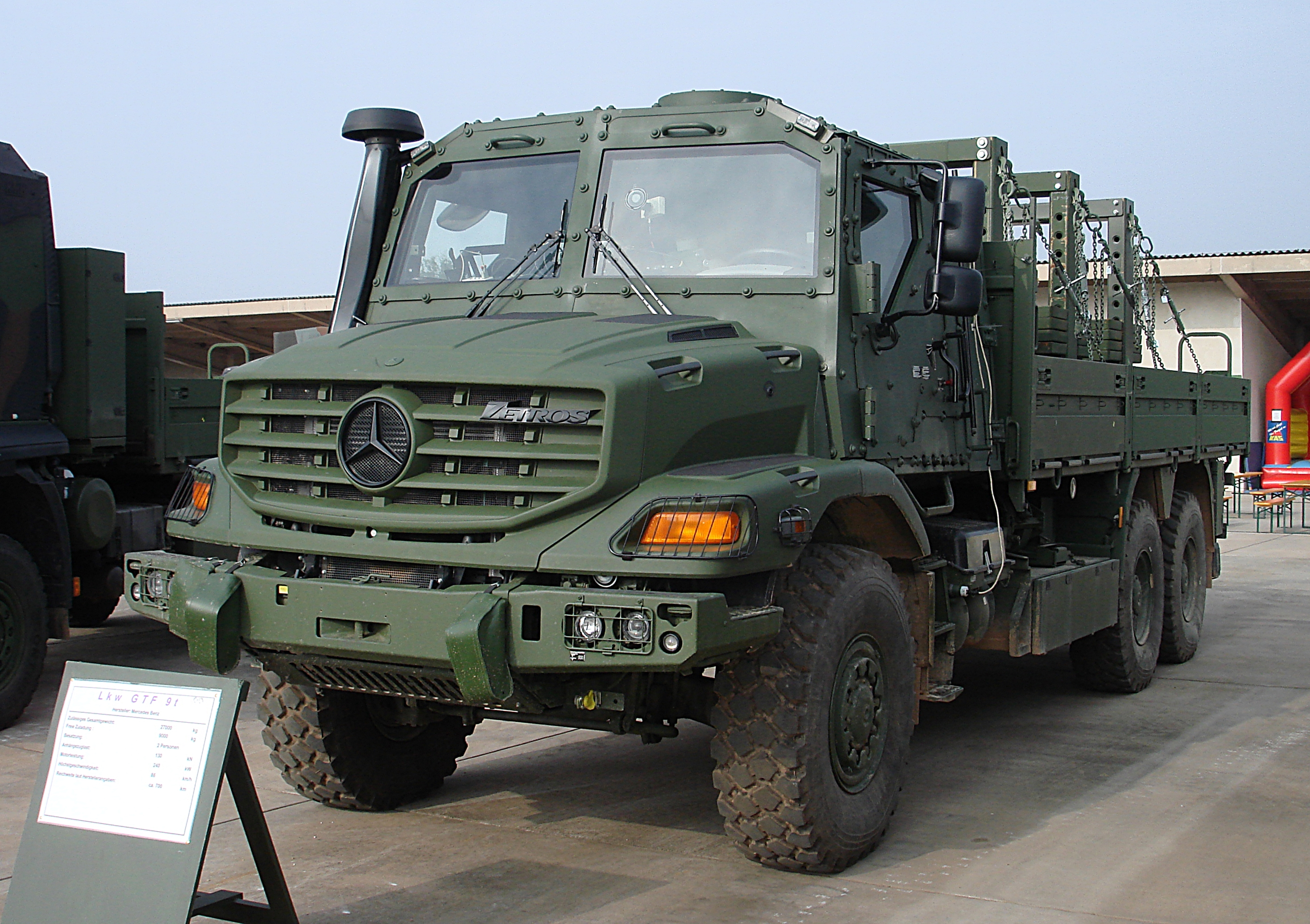
Zetros в армии Германии

АлжирОколо 2000 автомобилей запланировано выпустить крупнейшей алжирской компанией Sonacome (SNVI) для министерства обороны Алжира.
 БолгарияСухопутные войска Болгарии заказали автомобили Zetros в 2009 году для транспортировки персонала и расходных материалов. По состоянию на 2012 год в их ведомстве находилось 335 транспортных средств и ещё 30 ожидалось.
 ГерманияСухопутные войска Германии заказали в общей сложности 110 бронированных версий Mercedes-Benz Zetros, 72 из которых должны служить в качестве логистических единиц
 МексикаВооружённые силы Мексики и Военно-воздушные силы Мексики планируют закупить 137 автомобилей с колёсной формулой 6 × 6 в три этапа, первый из которых включает 46 автомобилей на 2017 год.
 ЧилиВ конце лета 2016 года вооружённые силы Чили заключили контракт с Mercedes-Benz на поставку 330 грузовых автомобилей Zetros 2733 6 × 6 и Unimog U4000 4 × 4.
 УкраинаВ 2022—2023 гг. в составе военной помощи из ФРГ вооружённые силы Украины получили 28 грузовиков